# كابديبيرا
بلدية كابديبيرا (بالإسبانية: Capdepera) هي بلدية تقع في منطقة جزر البليار شرق إسبانيا.

## الديموغرافيا
بلغ عدد سكان بلدية كابديبيرا 11.858 نسمة عام 2011 (وفقاً للمعهد الوطني للإحصاء الإسباني).
| 6.321 | 7.380 | 9.166 | 10.245 | 10.885 | 11.911 | 11.858 |

## أعلام
- انتونيو براتس